# Долгов, Юрий Геннадьевич
Ю́рий Генна́дьевич Долго́в (род. 2 июня 1978 года, Новочебоксарск, Чувашская АССР, РСФСР, СССР) — российский хоккеист.

## Биография
Родился в 1978 году в Новочебоксарске. Воспитанник местной хоккейной школы. Игровую карьеру начал в Нижнем Новгороде в 1995 году в составе «Торпедо-2», а затем и в клубе Суперлиги российского чемпионата «Торпедо».
На проходившем в Уфе юниорском чемпионате Европы 1996 года в составе сборной России завоевал первые в её истории золотые медали.
После 1998 года выступал в составе клубов российской Высшей лиги: заволжском «Моторе» (1998—2002), перешедшем в эту лигу нижегородском «Торпедо» (2002/2003), кирово-чепецкой «Олимпии» (2003/2004), саратовском «Кристалле» и тверском ХК МВД (2004/2005), вновь в «Торпедо», в ХК «Белгород» и в альметьевском «Нефтянике» (2005/2006), в самарском ЦСК ВВС (2006/2007). По ходу сезона перешёл в волжскую «Ариаду» (в следующем сезоне получившую название «Ариада-Акпарс»). По ходу сезона 2007/2008 годах вернулся в саратовский «Кристалл», в сезоне 2009/2010 представлял ХК «Саров», в следующем сезоне завершил карьеру в родном «Соколе» и в клубе Казахской хоккейной лиги «Казахмыс».
После завершения игровой карьеры вернулся в Чувашию, где стал работать тренером юношеских хоккейных команд Новочебоксарска и Чебоксар.

## Достижения
Мастер спорта по хоккею с шайбой
- Чемпион Европы среди юниоров 1996
- Победитель Высшей хоккейной лиги 2002—2003, «Торпедо»  Нижний Новгород
- Победитель Высшей хоккейной лиги 2004—2005, ХК МВД